# Ellingsmålasjön
Ellingsmålasjön är en sjö i Emmaboda kommun i Småland och ingår i Lyckebyåns huvudavrinningsområde. Sjön har en area på 0,17 kvadratkilometer och ligger 107,1 meter över havet. Vid provfiske har bland annat abborre, braxen, gädda och mört fångats i sjön.

## Delavrinningsområde
Ellingsmålasjön ingår i det delavrinningsområde (626909-148749) som SMHI kallar för Utloppet av Kyrksjön. Medelhöjden är 115 meter över havet och ytan är 30,36 kvadratkilometer. Räknas de 31 avrinningsområdena uppströms in blir den ackumulerade arean 565,77 kvadratkilometer. Avrinningsområdets utflöde Lyckebyån mynnar i havet. Avrinningsområdet består mestadels av skog (55 procent), öppen mark (19 procent) och jordbruk (11 procent). Avrinningsområdet har 1,81 kvadratkilometer vattenytor vilket ger det en sjöprocent på 6 procent. Bebyggelsen i området täcker en yta av 1,19 kvadratkilometer eller 4 procent av avrinningsområdet.

## Fisk
Vid provfiske har följande fisk fångats i sjön:
- Abborre
- Braxen
- Gädda
- Mört
- Sarv
- Sutare